# Hounds of Love
Hounds of Love je páté studiové album anglické zpěvačky Kate Bushové. Vydáno bylo v září roku 1985 společností EMI Records a produkovala jej zpěvačka sama. V hitparádě UK Albums Chart se deska umístila na první příčce a ve Spojeném království získal dvojitou platinovou desku. K roku 1998 se prodalo 1,1 milionu nosičů.

## Seznam skladeb
Autorkou všech písní je Kate Bushová.
1. „Running Up That Hill (A Deal with God)“ – 5:03
2. „Hounds of Love“ – 3:02
3. „The Big Sky“ – 4:41
4. „Mother Stands for Comfort“ – 3:07
5. „Cloudbusting“ – 5:10
6. „And Dream of Sheep“ – 2:45
7. „Under Ice“ – 2:21
8. „Waking the Witch“ – 4:18
9. „Watching You Without Me“ – 4:06
10. „Jig of Life“ – 4:04
11. „Hello Earth“ – 6:13
12. „The Morning Fog“ – 2:34

## Obsazení
- Kate Bushová – zpěv, syntezátor, klavír
- Stuart Elliott – bicí
- Del Palmer – baskytara, tleskání, doprrovodné vokály, syntezátorová baskytara, programování
- Alan Murphy – kytara
- Paddy Bush – housle, balalajka, doprovodné vokály, didgeridoo, fujara
- Charlie Morgan – bicí, tleskání
- Jonathan Williams – violoncello
- Youth – baskytara
- Morris Pert – perkuse
- Eberhard Weber – baskytara
- The Medici Sextet – smyčce
- Dave Lawson – aranžmá smyčců
- Brian Bath – doprovodné vokály, kytara
- John Carder Bush – doprovodné vokály, hlas
- Dónal Lunny – buzuki
- John Sheahan – píšťalka
- Kevin McAlea – syntezátory
- Danny Thompson – kontrabas
- Liam O'Flynn – dudy
- The Richard Hickox Singers – sbor
- Richard Hickox – sbormistr
- Michael Berkeley – aranžmá zpěvu
- John Williams – kytara